# هو (صوفية)
هو هو اسم إشارة عربي يُستخدم أحيانًا في الأوساط الإسلامية للإشارة إلى الله خاصةً في الصوفية. وهو موجود في في العبرية، والآرامية.

## الاستخدام
في التصوف، "هو" هو المصطلح المستعمل للإشارة إلى الله أو الإله. تُستخدم هكذا أيضًا: هو الله. توجد "هو" أيضًا في شكل مختلف من الجزء الأول من العقيدة الإسلامية، حيث تُختصر "لا إله إلا الله" إلى "لا إله إلا هو".

## الجنس
إن كلمة "هو" تشير إلى جنس نحوي ولكنها لا تشير بالضرورة إلى جنس أو نوع مرجعها. ويذهب بعض العلماء إلى أنه لا يوجد أي معنى أو رمزية مخصصة للجنس الحيوي في القرآن الكريم.